# Galiciska
Galiciska (galiciska: lingua galega) är ett ibero-romanskt språk som talas av cirka 2 miljoner i den autonoma regionen Galicien i norra Spanien, där Vigo och A Coruña är de största städerna. Galiciska har stora likheter med portugisiska och betraktas ofta i Portugal som en dialekt av portugisiskan, dock med några egna enstaka ordlistor som fanns redan i slutet av 800-talet. Portugisiska och galiciska blev separata språk under 1400-talet.. Under senmedeltiden utvecklades portugisiskan ur galiciskan.
År 1981 fick galiciskan status som Galiciens nationella språk. Sedan 1997 har lagen krävt att till exempel produktbeskrivningar också är på galiciska.

## Fonologi

### Vokaler
Alla vokaler kan också realiseras som nasala beroende på vokalers placering.
|              | Främre | Central | Bakre |
| ------------ | ------ | ------- | ----- |
| Sluten       | i      |         | u     |
| Mellansluten | e      |         | o     |
| Mellanöppen  | ɛ      |         | ɔ     |
| Öppen        |        | a       |       |

Källa:

### Konsonanter
Tonlösa och tonade vokaler är separerade med |-tecken så att de tonade finns till höger. 

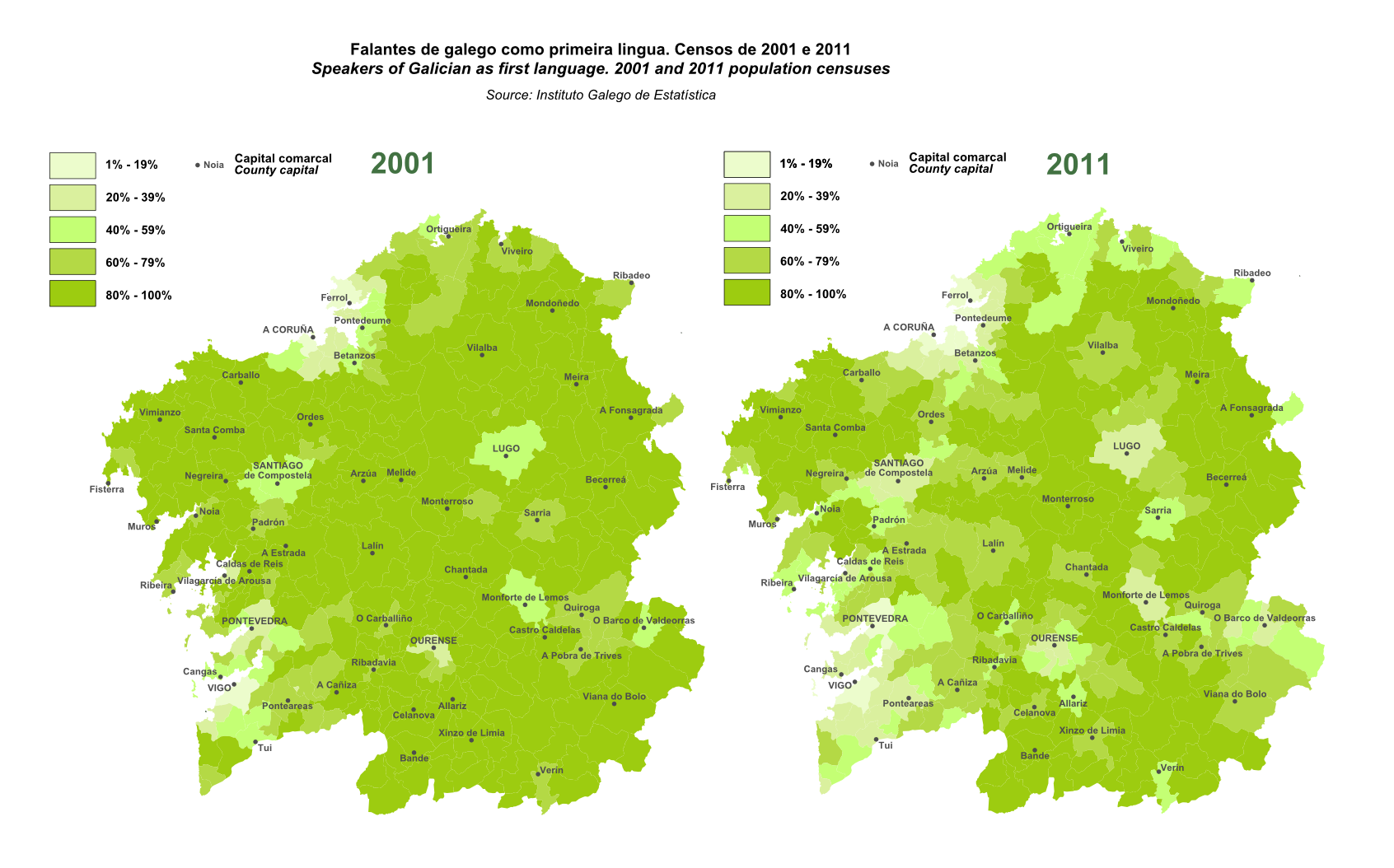
Denna karta över Galicien visar hur stor andel av befolkningen inom olika geografiska områden som har galiciska som första språk (2001).

|           | Bilabial | Labiodental | Interdental | Dental | Alveolar | Palatal | Velar  |
| --------- | -------- | ----------- | ----------- | ------ | -------- | ------- | ------ |
| Klusil    | p \| b   |             |             | t \| d |          |         | k \| g |
| Frikativ  |          | f           | θ           |        | s        | ʃ       |        |
| Affrikat  |          |             |             |        |          | ʧ       |        |
| Nasal     | m        |             |             |        | n        | ɲ       | ŋ      |
| Lateral   |          |             |             |        | l        | ʎ       |        |
| Tremulant |          |             |             |        | r ~ r̄    |         |        |

Källa: